# 多田知実
多田 知実（ただ ともざね）は、平安時代末期の武将。源 知実とも。多田源氏の惣領であった多田頼盛の次男。官位は判官代。

## 略歴
『平家物語』巻四にある「源氏揃え」では兄・行綱が鹿ケ谷の陰謀による密告を批判される一方、摂津国の源氏として弟の能瀬高頼や太田頼基らと共に「多田次郎朝実」としてその名が挙げられているが、詳しい事跡は全く不明であり早逝した可能性が高い。『尊卑分脈』によると判官代を務めていたとされる。